# Hunger van Utrecht
Hunger of Hungerus Frisus was bisschop van het sticht Utrecht binnen de organisatie van de Rooms-katholieke kerk van ca. 854 tot 866. Hij is na zijn dood door de kerk heilig verklaard en dit wordt op 22 december gevierd.
Na de dood van zijn voorganger Liudger van Utrecht werd aanvankelijk diens neef Craft als opvolger aangewezen, een zeer vermogend man. Deze weigerde echter omdat de Noormannen in het gebied heersten en hij zich zorgen maakte dat zijn kapitaal voor hen niet veilig was. Nu werd de mismaakte kanunnik Hunger aangewezen. Aanvankelijk leefde hij in goede verstandhouding met de Noormannenkoning Rorik van Dorestad die Utrecht en bijna heel Friesland bestuurde en zich tot het christendom had bekeerd. Toen Rorik, die het gebied in leen had van de Frankische koning, tijdelijk vertrokken was, vonden er in Utrecht toch plunderingen door Vikingen plaats. De bisschop en alle andere Utrechtse geestelijken vestigden zich daarop tijdelijk in Sint-Odiliënberg bij Roermond. Koning Lotharius II stelde hun daar in 858 het Sint-Pietersklooster ter beschikking. Tegen het jaar 861 was bisschop Hunger weer terug in Utrecht. Later vestigde hij zich vanwege de weer verslechterde veiligheidssituatie in de abdij Prüm in de Eifel en ten slotte in Deventer.
Hunger schijnt een godvruchtig man geweest te zijn. Hij hield zich, in tegenstelling tot wat toen ter tijd gebruikelijk was, niet bezig met zelfzuchtige familiepolitiek. Families met grootgrondbezit probeerden dat vaak formeel onder te brengen bij de kerk door op hun grond een klooster te stichten en het bestuur daarvan in eigen hand te houden. Men behoefde dan geen (militaire) diensten te verlenen aan de wereldlijk heer.
In de zaak van het kinderloze huwelijk van Lotharius II met Theutberga verdedigde Hunger op theologische gronden de instandhouding van dat huwelijk, maar Lotharius II verstootte desalniettemin zijn vrouw om de erfopvolging veilig te stellen en trouwde met Waldrada, bij wie hij al een zoon had.